# Ладуване
Ладуването е традиционен широко разпространен български момински обичай, свързан с брачната тема. По същество представлява гадание за женитба. Календарно се отнася към Васильовден (Нова година), като се изпълнява в навечерието на празника или на следващата сутрин. Сходни обредните действия се извършват и на други празници: Гергьовден (припяване или наричане на китки) или Еньовден (Еньова буля).
Mомите се събират край вода (река, чешма), на кръстопът, а може и в двора на „целокупна къща“ (където няма починал член на семейството). Мълчешком отиват с бяло котле да налеят вода, наричана василиевска или цветна вода. Момите пускат в котлето овес и своите пръстени или китки, на които с разноцветни конци са вързани пръстените им, за да могат да ги разпознаят. Едно дете изтърсак (в някои случаи ерген или старица) изважда пръстените един по един, а през това време момите припяват и така се предрича коя за какъв ерген ще се омъжи. След това момите взимат по няколко просени зърна, пускат пръстените (китките) отново в котлето, покриват го с червено було или престилка, скриват го под трендафил и го оставят да пренощува под звездите. Просените зърна пък слагат под възглавниците си с надежда да сънуват бъдещия си жених.
На сутринта ритуалът с изваждането на пръстените (китките) под съпровода на припевки – наричания за женитба – се повтаря отново. Припевките са например: „Цървул стяга, въз дол бяга, Ладо-льо“ (ерген хайдутин), „Босо зайче на рътлина“ (ерген сирак), „На стол седи, кофи държи“ (ерген кръчмар) и други подобни.
В град Копривщица обичаят се нарича „Надпяване на пръстените“ и се провежда редовно на 1 януари всяка година на площад „20 април“. Според това на кой празник се извършва обреда, водата, в която са потапяни за гаданието пръстените, се нарича мълчана, василиевска, цветна или с други имена. През нощта менникът, в който са потопени пръстените на момите, се оставя да „преспи“ под трендафил или друго цвете, за да „види“ звездите. На следващата сутрин една от момите или някое малко момиче, нагласено с премяна като булка, вади пръстените и китките, а дружките ѝ обикалят около нея, пеейки песни, наричани „припевки“.